# Juan Manuel Sanabria
Juan Manuel Sanabria Magole (Florida, 29 marzo 2000) è un calciatore uruguaiano, centrocampista dell'Atlético San Luis.

## Caratteristiche tecniche
È un laterale destro, con buone capacità di dribbling e corsa. Il suo punto debole sono i tiri, ma disponendo di un'ottima velocità è capace di andare facilmente in porta.

## Carriera

### Club
Cresciuto nel settore giovanile del Nacional, il 23 luglio 2018 viene acquistato a titolo definitivo dall'Atlético Madrid che lo aggrega alla formazione Juvenil A. Esordisce in prima squadra il 16 dicembre 2020 in occasione della vittoria per 3-0 in casa del Cardassar nella partita valida per il primo turno di Coppa del Re. Il 26 gennaio 2021, il Real Saragozza annuncia di aver trovato l'accordo con l'Atlético Madrid per il suo trasferimento nel capoluogo aragonese.

### Nazionale
Con la nazionale uruguaiana Under-17 ha disputato il campionato sudamericano 2017.
Nel 2019 è stato convocato dalla nazionale Under-20 uruguaiana per disputare il campionato sudamericano 2019. Successivamente ha giocato anche una partita in Under-23.

## Statistiche

### Cronologia presenze e reti in nazionale
| Cronologia completa delle presenze e delle reti in nazionale ― Uruguay under 20 | Cronologia completa delle presenze e delle reti in nazionale ― Uruguay under 20 | Cronologia completa delle presenze e delle reti in nazionale ― Uruguay under 20 | Cronologia completa delle presenze e delle reti in nazionale ― Uruguay under 20 | Cronologia completa delle presenze e delle reti in nazionale ― Uruguay under 20 | Cronologia completa delle presenze e delle reti in nazionale ― Uruguay under 20 | Cronologia completa delle presenze e delle reti in nazionale ― Uruguay under 20 | Cronologia completa delle presenze e delle reti in nazionale ― Uruguay under 20 |
| Data                                                                            | Città                                                                           | In casa                                                                         | Risultato                                                                       | Ospiti                                                                          | Competizione                                                                    | Reti                                                                            | Note                                                                            |
| ------------------------------------------------------------------------------- | ------------------------------------------------------------------------------- | ------------------------------------------------------------------------------- | ------------------------------------------------------------------------------- | ------------------------------------------------------------------------------- | ------------------------------------------------------------------------------- | ------------------------------------------------------------------------------- | ------------------------------------------------------------------------------- |
| 18-1-2019                                                                       | Talca                                                                           | Uruguay under 20                                                                | 0 – 1                                                                           | Perù under 20                                                                   | Sudamericano Sub-20 2019 - 1º turno                                             | -                                                                               | 66’                                                                             |
| 20-1-2019                                                                       | Curicó                                                                          | Uruguay under 20                                                                | 3 – 1                                                                           | Ecuador under 20                                                                | Sudamericano Sub-20 2019 - 1º turno                                             | -                                                                               | 45’                                                                             |
| 24-1-2019                                                                       | Curicó                                                                          | Uruguay under 20                                                                | 0 – 1                                                                           | Argentina under 20                                                              | Sudamericano Sub-20 2019 - 1º turno                                             | -                                                                               |                                                                                 |
| 26-1-2019                                                                       | Talca                                                                           | Uruguay under 20                                                                | 1 – 0                                                                           | Paraguay under 20                                                               | Sudamericano Sub-20 2019 - 1º turno                                             | -                                                                               |                                                                                 |
| Totale                                                                          |                                                                                 | Presenze                                                                        | 4                                                                               |                                                                                 | Reti                                                                            | 0                                                                               |                                                                                 |

| Cronologia completa delle presenze e delle reti in nazionale ― Uruguay under 17 | Cronologia completa delle presenze e delle reti in nazionale ― Uruguay under 17 | Cronologia completa delle presenze e delle reti in nazionale ― Uruguay under 17 | Cronologia completa delle presenze e delle reti in nazionale ― Uruguay under 17 | Cronologia completa delle presenze e delle reti in nazionale ― Uruguay under 17 | Cronologia completa delle presenze e delle reti in nazionale ― Uruguay under 17 | Cronologia completa delle presenze e delle reti in nazionale ― Uruguay under 17 | Cronologia completa delle presenze e delle reti in nazionale ― Uruguay under 17 |
| Data                                                                            | Città                                                                           | In casa                                                                         | Risultato                                                                       | Ospiti                                                                          | Competizione                                                                    | Reti                                                                            | Note                                                                            |
| ------------------------------------------------------------------------------- | ------------------------------------------------------------------------------- | ------------------------------------------------------------------------------- | ------------------------------------------------------------------------------- | ------------------------------------------------------------------------------- | ------------------------------------------------------------------------------- | ------------------------------------------------------------------------------- | ------------------------------------------------------------------------------- |
| 26-2-2017                                                                       | Rancagua                                                                        | Uruguay under 17                                                                | 0 – 1                                                                           | Ecuador under 17                                                                | Sudamericano U-17 2017 - 1º turno                                               | -                                                                               |                                                                                 |
| 27-2-2017                                                                       | Rancagua                                                                        | Colombia under 17                                                               | 3 – 1                                                                           | Uruguay under 17                                                                | Sudamericano U-17 2017 - 1º turno                                               | -                                                                               |                                                                                 |
| 1-3-2017                                                                        | Rancagua                                                                        | Cile under 17                                                                   | 1 – 1                                                                           | Uruguay under 17                                                                | Sudamericano U-17 2017 - 1º turno                                               | -                                                                               | 23’                                                                             |
| 3-3-2017                                                                        | Rancagua                                                                        | Uruguay under 17                                                                | 2 – 0                                                                           | Bolivia under 17                                                                | Sudamericano U-17 2017 - 1º turno                                               | -                                                                               | 53’                                                                             |
| Totale                                                                          |                                                                                 | Presenze                                                                        | 4                                                                               |                                                                                 | Reti                                                                            | 0                                                                               |                                                                                 |